# Pratt & Whitney R-985
Der Pratt & Whitney R-985 Wasp Junior ist ein luftgekühlter Flugmotor des US-amerikanischen Herstellers Pratt & Whitney. Mit einem Hubraum von 985 Kubikzoll (ca. 16 Liter) ist er der Kleinste der P & W „Wasp“-Motorenfamilie. Der Neunzylinder-Sternmotor wurde ab 1930 in Zivil- und Militärflugzeugen sowie später auch in Hubschraubern (Sikorsky H-5) verwendet. Nach Auslieferung von 39.037 Motoren endete die Produktion 1953.

## Konstruktion und Entwicklung
Der Wasp Junior wurde als eine kleinere Variante des R-1340 Wasp entwickelt. Mit ihm wollte Pratt & Whitney am Markt der mittelgroßen Flugzeugmotoren vertreten sein. Wie sein größeres Pendant ist der Wasp Junior ein luftgekühlter Neunzylinder-Otto-Sternmotor mit zahnradgetriebenem Zentrifugal-Kompressor. Seine Zylinder haben im Verhältnis zum R-1340 einen rund 27 % kleineren Hubraum. Erreicht wurde dies durch eine Verringerung von Bohrung und Hub auf nur mehr 131,76 mm (5,1875 Zoll). Der Wasp Junior teilt sich viele seiner Komponenten mit dem Wasp und hat dieselben Einbaumaße, sodass diese Motoren untereinander ausgetauscht werden können. Nach ersten Testläufen 1929 startete der Verkauf im Jahr 1930. Die ursprüngliche Baureihe Wasp Junior A leistete 220 kW (300 hp).
Das US-Militär stufte den Wasp Junior als R-985 ein. Verschiedene Suffixe kennzeichnen diese verschiedenen militärischen Varianten. Dieses System wurde allerdings von Pratt & Whitney nicht übernommen, sodass zivile Modelle anhand ihrer Modellbezeichnung von den militärischen Varianten unterschieden werden können.
Der Wasp Junior A wurde von leistungsstärkeren Modellen abgelöst, der späteren B-Serie. Sie sind höher verdichtet, haben höhere Enddrehzahlen und eine effektivere Aufladung. Das erste B-Modell war der Wasp Junior TB, der auf Meereshöhe eine Nennleistung von 310 kW (420 hp) abgibt und eine Startleistung von 330 kW (440 hp) hat. Der TB war für Bestleistung auf Meereshöhe optimiert, ihm folgte der Wasp Junior SB, der für Höhenflug ausgelegt war. Der SB leistet bis zu einer Höhe von 5000 Fuß 300 kW (400 hp) und hat eine Startleistung von 340 kW (450 hp). Eine verbesserte Variante des SB war der Wasp Junior T1B2, der sich durch eine verbesserte Leistung in niedrigen Höhen auszeichnet. Bis zu einer Höhe von 450 m beträgt seine Leistung 340 kW (450 hp), während seine Leistungsdaten für den Höhenflug bei 1500 m mit denen des SB übereinstimmen. Der SB und der T1B2 waren zusammen mit ihren ähnlich leistungsstarken Nachfolgemodellen die beliebtesten Wasp Juniors. Eine Sonderform des T1B2, der Wasp Junior B4 ist für den vertikalen Einbau in Hubschraubern konzipiert.
In der Mitte der 1930er-Jahre entwickelte Pratt & Whitney erneut eine überarbeitete Serie des Wasp Juniors, die C-Serie, die noch höher verdichtet war und eine noch höhere Enddrehzahl als die B-Serie haben sollte. Es wurde lediglich ein einziges Modell der C-Serie gebaut, der Wasp Junior SC-G. Dieser Motor leistete 390 kW (525 hp) bei einer Höhe von 2.900 m und hatte eine Startleistung von 450 kW (600 hp). Das Suffix -G rührt daher, dass der SC-G ein Untersetzungsgetriebe hat, damit mit dem höher drehenden Motor eine effektive Propellerdrehzahl erreicht werden konnte. Dieser Motor wurde in eine D-17W Beechcraft Staggerwing eingebaut, kam aber nicht über das Prototypenstadium hinaus.

## Verwendung (Auswahl)
- Airspeed Oxford
- Avro Anson
- Barkley-Grow T8P-1
- Beechcraft Staggerwing
- Beechcraft Model 18
- de Havilland DHC-2 „Beaver“
- Lockheed Electra
- Lockheed Electra Junior
- Max Holste Broussard
- Vought Kingfisher
- Pitts Samson
- Howard DGA
- Boeing Stearman
- Stinson V-77 Gullwing
- Junkers F 13 (im Rimowa-Nachbau)

## Technische Daten
Wasp Junior
- Bohrung: 131,76 mm (53⁄16 in)
- Hub: 131,76 mm (53⁄16 in)
- Hubraum: 16.141 cm3 (985 in3)
- Länge: 1.056 mm (41,59 in)
- Durchmesser: 1.162 mm (41,59 in)
- Ventilsteuerung: OHV, 18 Ventile
- Aufladung: General-Electric-Zentrifugallader

| Modell           | Dauerleistung          | Maximale Leistungshöhe | Startleistung               | Verdichtungs-verhältnis | Laderübersetzungs-verhältnis | min. Oktanzahl | Trockenmasse |
| ---------------- | ---------------------- | ---------------------- | --------------------------- | ----------------------- | ---------------------------- | -------------- | ------------ |
| Wasp Junior A    | 220 kW bei 2.000 min−1 | Meereshöhe             | identisch mit Dauerleistung | 5 : 1                   | 7 : 1                        | 68             | 256 kg       |
| Wasp Junior TB   | 310 kW bei 2.200 min−1 | Meereshöhe             | 330 kW bei 2.300 min−1      | 6 : 1                   | 8 : 1                        | 80             | 290 kg       |
| Wasp Junior SB   | 300 kW bei 2.200 min−1 | 1.500 m                | 340 kW bei 2.300 min−1      | 6 : 1                   | 10 : 1                       | 80/87          | 290 kg       |
| Wasp Junior T1B2 | 340 kW bei 2.300 min−1 | 450 m                  | identisch mit Dauerleistung | 6 : 1                   | 10 : 1                       | 80/87          | 296 kg       |
| Wasp Junior B4   | 340 kW bei 2.300 min−1 | 700 m                  | identisch mit Dauerleistung | 6 : 1                   | 10 : 1                       | 80/87          | 310 kg       |
| Wasp Junior SC-G | 390 kW bei 2.700 min−1 | 2900 m                 | 450 kW bei 2.850 min−1      | 6,7 : 1                 | 10 : 1                       | 100            | 392 kg       |